# Johann Krieger (Politiker)

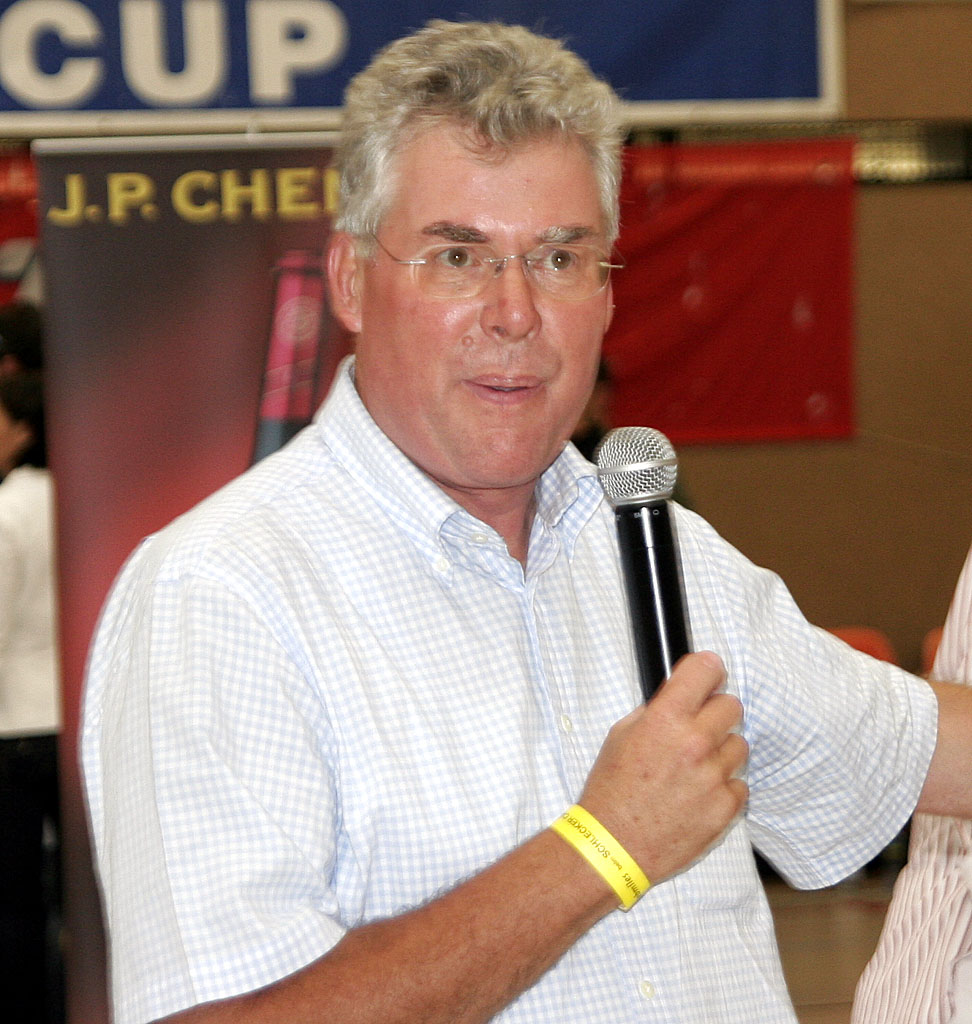
Johann Krieger beim Schlecker Cup 2007

Johann Krieger (* 29. Mai 1949 in Freiburg im Breisgau) war von 1986 bis 2010 Oberbürgermeister der Großen Kreisstadt Ehingen (Donau). Krieger ist Mitglied der CDU.

## Leben
Nach Abschluss seines Jura-Studiums, das er in Freiburg, Würzburg und Berlin absolvierte, war Krieger zunächst als Verwaltungsrichter in Sigmaringen tätig. 1986 wurde er zum Ehinger Oberbürgermeister gewählt. Er wurde zweimal im Amt bestätigt (1994, 2002).
Am 3. Juni 2010, nach dem traditionellen Großen Zapfenstreich der Ehinger Bürgergarde auf dem Ehinger Marktplatz, gab er bekannt, dass er zu den OB-Wahlen im Herbst 2010 nicht mehr antreten werde.
Seit 1968 ist Krieger Mitglied des Corps Hubertia Freiburg.

## Tätigkeiten
- Mitglied des Kreistags des Alb-Donau-Kreises
- Vorsitzender des Instituts für deutsch-chinesischen Kultur- & Jugendaustausch e. V., Ehingen
- Vorstandsmitglied des Freundeskreises der historischen Bürgerwehren
- Ehrenleutnant Historische Bürgerwache Ehingen